# Gabriel Campillo
Gabriel Campillo Pessi (19 de diciembre de 1978, Madrid, España) es un ex-boxeador profesional español semi-pesado residente en el barrio madrileño de Vallecas. Su apodo es "Chico Guapo".

## Carrera

### Campeonato de España
Se proclamó campeón de España en el año 2005

### Campeonato Inter-Continental
En el año 2007 luchó por el título vacante Inter-Continental de la AMB en el semipesado contra el ucranio Vyacheslav Uzelkov, perdiendo por fuera de combate en el sexto asalto después de una izquierda, que fue seguida por un claro codazo.

### Campeonato de la Unión Europea EU
El 20 de septiembre de 2008 le ofrecen la oportunidad de disputar el título europeo EBU pero perdió a los puntos por decisión mayoritaria.
Meses después el 8 de marzo de 2009 consigue el título menor de campeón de la Unión Europea.

### Campeonato del Mundo
El 20 de junio de 2009 consiguió el título de campeón del peso semipesado de la WBA al derrotar al argentino Hugo Hernán Garay. El 15 de agosto de ese mismo año consiguió defender el cinturón de campeón derrotando a Beibut Shumenov por decisión.
Sin embargo, el 29 de enero de 2010 perdió el título de campeón del mundo del peso semi-pesado ante Shumenov, en un combate polémico en el Hard Rock Hotel & Casino de Las Vegas, Estados Unidos. Tras el combate, muchos medios informativos cuestionaron a nivel internacional el fallo de los jueces, considerando que este había sido desfavorable a Campillo.
El equipo de Campillo, indignado con el resultado, presentó alegaciones a la Asociación Mundial de Boxeo para que el combate fuera declarado sin decisión. Después de muchas semanas y de retrasos para la resolución de la investigación, la investigación no cambió la decisión de los jueces y la página web oficial de la AMB no publicó ninguna noticia respecto al resultado de la investigación.
Cinco meses después del combate contra Shumenov, Campillo realizó un combate contra el brasileño Luzimar Gonzaga ganando por fuera de combate en el primer asalto. Once meses después de esa victoria, Campillo ganaría por nocaut técnico a Sergey Beloshapkin, un boxeador ruso con una técnica realmente extraña que sucumbió en la ronda quinta.
Después de esos dos combates en la cubierta de Leganés. Chico guapo obtuvo la revancha contra Karo Murat en Alemania, en lo que sería una pelea eliminatoria del FIB para decidir el rival del campeón Tavoris Cloud. Después de dos asaltos dominados por el alemán, Campillo comenzó a dominar la pelea, en el décimo puso en problemas a Murat, y a su vez Murat en el último asalto tambaleó a Campillo. La pelea terminó en empate según los jueces, Pawel Kardyni dio 115-113 para Campillo, Robin Taylor 111-117 para Murat y Dave Parris puntuó 114-114. La prensa, los foros y las webs de boxeo internacionales hablaban de controversia y de robo al español.
En diciembre de 2011, Campillo marchó a Estados Unidos en busca de nuevas peleas. Lou DiBella le ofreció a la cadena Showtime para que realizara un combate contra Tavoris Cloud, después de que Zsolt Erdei se lesionara. La velada estaba prevista para el 31 de diciembre, pero la cadena de televisión no lo aprobó. Finalmente la Federación Internacional de Boxeo tras una lesión del alemán Karo Murat ordenó una pelea con el título en juego entre Campillo y Cloud. 

### Combate con Tavoris Cloud
La pelea se celebró el 18 de febrero como combate secundario de la pelea principal entre Paul Williams y Nobuhiro Ishida. El combate comenzó con dos caídas de Gabriel en la primera vuelta, a partir de la segunda el madrileño empezó a coger ritmo y controló prácticamente el resto de la pelea, el rostro de Tavoris Cloud lucía hinchado y arrastraba un corte desde el cuarto asalto. Campillo dominó según las estadísticas de compubox, superando a Cloud en todas las estadísticas de golpes de poder y jabs, tanto en número de golpes lanzados como en porcentaje y en golpes conectados según Compubox.
En el momento de la decisión Jimmy Lennon Jr anunció primero que Dennis Nelson tuvo la pelea 115-111 para Campillo. En ese momento la madre de Tavoris Cloud sufrió un desmayo y mientras estaba siendo atendida, el mítico anunciador dio el resto de puntuaciones, David Robertson dio 116-110 y Joel Elizondo 114-112 las dos a favor de Tavoris Cloud. El público no entendió la decisión y la abucheó, mientras el español saludó de esquina a esquina del cuadrilátero siendo ovacionado por el público del American Bank Center de Corpus Christi hasta que marchó a los vestuarios.La prensa tanto la escrita como la digital hablaban de un nuevo robo sobre el púgil de Vallecas. Incluso algunos boxeadores importantes como Bernard Hopkins, Oscar de la Hoya o Paulie Malignaggi hablaban de robo y de que Campillo mereció la victoria. Jimmy Lennon Jr afirmó que fue una de las decisiones más duras e injustas que tuvo que anunciar en su larga carrera y Dan Rafael el periodista de Espn coincidía con las opiniones de que la decisión fue injusta.
La promotora de Gabriel Campillo reclamó al FIB una revancha inmediata, pero este organismo denegó la revancha inmediata el 5 de marzo, tras una comisión.

### Combate con Sergey Kovalev
Gabriel Campillo se unió a la promotora de Sergio Martínez, Maravillabox. Estaba previsto que disputará un combate el 21 de septiembre de 2012 en el Sands Casino Resort de Bethlehem en Pensilvania, contra Sergey Kovalev. Un peleador ruso muy duro, recordado por algunos aficionados por un combate en el que su adversario Roman Simakov falleció por una hemorragia cerebral a causa de los golpes. Pero el vallecano tuvo una lesión en la espalda.
La pelea fue reprogramada para el 19 de enero. Campillo aseguraba estar en perfectas condiciones para afrontar el combate, pero lo cierto es que voló a Estados Unidos el miércoles 16 de enero. No era la mejor planificación, viajar con tan pocos días de adelanto debido al jet lag, y a la hora en que se disputó el combate que fue de madrugada en hora española.
Fue retransmitida a España por Marca TV, Campillo cayó tres veces en el tercer asalto. Kovalev lanzó 290 golpes en menos de tres asaltos completos. Debido a la regla de 3 caídas en el mismo asalto, el árbitro para el combate por k.o. técnico.
Gabriel Campillo mandó una carta abierta a los medios debido al gran revuelo que generó su derrota. En esa carta afirmó que su preparación fue buena, que no tenía explicación a lo acontecido en el ring y que no debía nada a los aficionados españoles.

### Combates posteriores a Kovalev
Después de su contundente derrota ante Kovalev, las opciones para Gabriel Campillo de volver a ser campeón del mundo se redujeron considerablemente. Campillo alternó combates en España ante púgiles menores como el rumano Ionut Trandafir Ilie (14-15-1), el británico Ricky Dennis Pow (11-2-1) o el croata Mirzet Bajrektarevic (11-2-0), con combates semi-estelares en Estados Unidos y Canadá ante púgiles en ascenso como el polaco Andrzej Fonfara (23-2-0), el estadounidense invicto Thomas Williams Jr (17-0-0) o el ruso también invicto Artur Beterviev (7-0-0). Todos los combates que disputó en suelo español los solventó por la vía del nocaut, mientras que en los combates en suelo norteamericano tuvo suerte dispar. Ante Fonfara perdió por nocaut en el noveno asalto después de ir dominando claramente el combate, ante el prospecto Williams Jr dio la sorpresa y obligó al púgil estadounidense a abandonar después del quinto asalto, y ante el gran prospecto ruso Beterviev perdió Campillo por nocaut en el cuarto asalto, en el que fue para el púgil español su último combate hasta la fecha y posiblemente su última oportunidad de conseguir ser aspirante a un título mundial.

### Declaraciones
Así mismo, en unas declaraciones con motivo de la unión de las dos promotoras más importantes en España, Rimmerbox y Tundrá Barceló, en la que estuvo presente, junto a otros boxeadores como Sergio "Maravilla" Martínez, Rubén Varón o Soraya Sánchez, declaró que desearía poder defender un título del mundo en España, y que ojalá que con la unión de las promotoras, apareciera una televisión que pusiera el dinero necesario para poder levantar la afición al boxeo.

## Récord
| 25 victorias (12 knockouts), 8 derrotas, 1 empate |        |                      |            |                                                             |                                                                    |
| Res.                                              | Récord | Oponente             | Fecha      | Localidad                                                   | Notas                                                              |
| D                                                 | 25-8-2 | Marcus Browne        | 12-09-2015 | Foxwoods Resort, Mashantucket, EEUU                         |                                                                    |
| D                                                 | 25-7-2 | Artur Beterbiev      | 04-04-2015 | Pepsi Coliseum, Quebec City, Quebec, Canadá                 |                                                                    |
| G                                                 | 25-6-2 | Mirzet Bajrektarevic | 12-12-2014 | Palau Olímpic Vall d'Hebron, Barcelona, Cataluña, España    |                                                                    |
| G                                                 | 24-6-2 | Thomas Williams      | 01-08-2014 | Little Creek Casino Resort, Shelton, Washington, EEUU       |                                                                    |
| G                                                 | 23-6-2 | Ricky Dennis Pow     | 09-05-2014 | Gran Canaria Arena, Las Palmas, Islas Canarias, España      |                                                                    |
| D                                                 | 22-6-2 | Andrzej Fonfara      | 16-08-2013 | U.S. Cellular Field de Chicago, Illinois, Estados Unidos    |                                                                    |
| G                                                 | 22-5-2 | Ionut Trandafir Ilie | 14-06-2013 | Pabellón Municipal, Sedavi, Comunidad Valenciana, España    |                                                                    |
| D                                                 | 21-5-2 | Sergey Kovalev       | 19-01-2013 | Uncasville, Connecticut, Estados Unidos                     |                                                                    |
| D                                                 | 21-4-2 | Tavoris Cloud        | 18-02-2012 | Corpus Christi, Texas, Estados Unidos                       | Mundial Semipesado de la IBF                                       |
| E                                                 | 21-3-2 | Karo Murat           | 01-10-2011 | Neubrandenburg, Mecklemburgo-Pomerania Occidental, Alemania | Combate eliminatorio para disputar el Mundial Semipesado de la IBF |
| G                                                 | 21-3-1 | Sergey Beloshapkin   | 15-04-2011 | Leganés, Comunidad de Madrid, España                        |                                                                    |
| G                                                 | 20-3-1 | Luzimar Gonzaga      | 15-05-2010 | Leganés, Comunidad de Madrid, España                        |                                                                    |
| D                                                 | 19-3-1 | Beibut Shumenov      | 29-01-2010 | Las Vegas, Estados Unidos de América                        | Pierde Campeonato Semipesado de la WBA                             |
| G                                                 | 19-2-1 | Beibut Shumenov      | 15-08-2009 | Astaná, Kazajistán                                          | Retiene Campeonato Semipesado de la WBA                            |
| G                                                 | 18-2-1 | Hugo Hernan Garay    | 20-06-2009 | Sunchales, Santa Fe, Argentina                              | Gana Campeonato Semipesado de la WBA                               |
| G                                                 | 17-2-1 | Lolenga Mock         | 08-03-2009 | Kokkedal, Dinamarca                                         |                                                                    |
| D                                                 | 16-2-1 | Karo Murat           | 20-09-2008 | Bielefeld, Renania del Norte-Westfalia, Alemania            |                                                                    |
| G                                                 | 16-1-1 | Roberto Santos       | 31-05-2008 | San Sebastián de los Reyes, Comunidad de Madrid, España     |                                                                    |
| G                                                 | 15-1-1 | Sergey Kharchenko    | 18-04-2008 | Castellbisbal, Cataluña, España                             |                                                                    |
| G                                                 | 14-1-1 | Israel Carrillo      | 08-03-2008 | Madrid, Comunidad de Madrid, España                         |                                                                    |
| G                                                 | 13-1-1 | Pavel Florin Madalin | 02-02-2008 | Madrid, Comunidad de Madrid, España                         |                                                                    |
| D                                                 | 12-1-1 | Vyacheslav Uzelkov   | 13-09-2007 | Kiev, Ucrania                                               |                                                                    |
| G                                                 | 12-0-1 | Juan Nelongo         | 19-05-2007 | Madrid, Comunidad de Madrid, España                         |                                                                    |
| G                                                 | 11-0-1 | Fernando Fernandes   | 30-03-2007 | Catral, Comunidad Valenciana, España                        |                                                                    |
| G                                                 | 10-0-1 | Juan Nelongo         | 03-12-2005 | Santa Cruz de Tenerife, Canarias, España                    |                                                                    |
| G                                                 | 9-0-1  | Oliver Tchinda       | 17-09-2005 | Madrid, Comunidad de Madrid, España                         |                                                                    |
| G                                                 | 8-0-1  | Igor Lazarenko       | 11-11-2004 | Móstoles, Comunidad de Madrid, España                       |                                                                    |
| G                                                 | 7-0-1  | Florin Chidici       | 19-06-2004 | Madrid, Comunidad de Madrid, España                         |                                                                    |
| G                                                 | 6-0-1  | Igor Lusakano        | 25-04-2004 | Madrid, Comunidad de Madrid, España                         |                                                                    |
| G                                                 | 5-0-1  | Alexander Beroshvili | 13-02-2004 | Madrid, Comunidad de Madrid, España                         |                                                                    |
| G                                                 | 4-0-1  | Yarali Yaraliev      | 06-11-2003 | Madrid, Comunidad de Madrid, España                         |                                                                    |
| G                                                 | 3-0-1  | Roman Merenkov       | 07-06-2003 | Palma de Mallorca, Islas Baleares, España                   |                                                                    |
| G                                                 | 2-0-1  | Arturas Margis       | 14-03-2003 | Valladolid, Castilla y León, España                         |                                                                    |
| G                                                 | 1-0-1  | Arturas Margis       | 31-10-2001 | Guadalajara, Castilla-La Mancha, España                     |                                                                    |
| NC                                                | 0-0-1  | David Hernández      | 09-02-2001 | Madrid, Comunidad de Madrid, España                         | Debut profesional                                                  |